# Shirakumo (tàu khu trục Nhật) (1927)

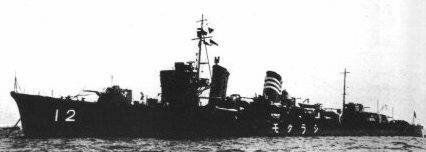
Một tấm ảnh khác về tàu khu trục Shirakumo.

Shirakumo (tiếng Nhật: 白雲) là một tàu khu trục hạng nhất của Hải quân Đế quốc Nhật Bản, thuộc lớp Fubuki bao gồm hai mươi bốn chiếc, được chế tạo sau khi Chiến tranh Thế giới thứ nhất kết thúc. Khi được đưa vào hoạt động, những con tàu này là những tàu khu trục mạnh mẽ nhất thế giới. Chúng phục vụ như những tàu khu trục hàng đầu trong những năm 1930, và tiếp tục là những vũ khí lợi hại trong cuộc Chiến tranh Thái Bình Dương. Shirakumo là một cựu binh tham gia nhiều hoạt động trong những năm đầu tiên của chiến tranh, và đã bị tàu ngầm Mỹ USS Tautog đánh chìm ngày 16 tháng 3 năm 1944 phía Đông Muroran trong Chiến tranh Thế giới thứ hai.

## Thiết kế và chế tạo
Việc chế tạo lớp tàu khu trục Fubuki tiên tiến được chấp thuận vào năm tài chính 1923 như một phần của chương trình có tham vọng cung cấp cho Hải quân Đế quốc Nhật Bản một ưu thế về chất lượng so với những tàu chiến hiện đại nhất của thế giới. Khả năng thể hiện của lớp Fubuki là một bước nhảy vọt so với các thiết kế tàu khu trục trước đó, nên chúng được gọi là các "tàu khu trục đặc biệt" (tiếng Nhật: 特型 - Tokugata). Kích thước lớn, động cơ mạnh mẽ, tốc độ cao, bán kính hoạt động lớn và vũ khí trang bị mạnh chưa từng có khiến cho các tàu khu trục này có được hỏa lực tương đương nhiều tàu tuần dương hạng nhẹ của hải quân các nước khác. Shirakumo được chế tạo tại Xưởng đóng tàu Fujinagata ở Osaka, được đặt lườn vào ngày 27 tháng 10 năm 1926. Nó được hạ thủy vào ngày 27 tháng 12 năm 1927 và đưa ra hoạt động vào ngày 28 tháng 7 năm 1928. Nguyên được dự định mang số hiệu đơn giản là "Tàu khu trục số 42", nó được hoàn tất dưới tên gọi Shirakumo.

## Lịch sử hoạt động
Khi hoàn tất, Shirakumo được phân về Hải đội Khu trục 11 thuộc Hạm đội 2 Hải quân Đế quốc Nhật Bản. Trong cuộc Chiến tranh Trung-Nhật, Shirakumo được phân công tuần tra dọc theo bờ biển miền Nam Trung Quốc, và đã tham gia vào việc Chiếm đóng Đông Dương thuộc Pháp vào năm 1940.
Vào lúc xảy ra cuộc tấn công Trân Châu Cảng, Shirakumo được phân về Hải đội Khu trục 12 của Đội khu trục 3 thuộc Hạm đội 1 Hải quân Đế quốc Nhật Bản và được bố trí từ Quân khu Hải quân Kure đến cảng Samah trên đảo Hải Nam. Từ ngày 4 tháng 12 đến hết năm 1941, Shirakumo hỗ trợ cho cuộc đổ bộ lực lượng Nhật Bản lên Malaya và Borneo, và đã cứu vớt những người sống sót trên chiếc tàu khu trục Sagiri bị chìm do trúng ngư lôi vào ngày 23 tháng 12.
Vào tháng 2 năm 1942, Shirakumo nằm trong thành phần hộ tống cho tàu tuần dương hạng nặng Chokai trong các chiến dịch chiếm đóng Banka-Palembang và quần đảo Anambas, đã đánh chìm một tàu rải dây cáp Anh ngoài khơi Singapore vào ngày 14 tháng 2. Sau đó Shirakumo gia nhập lực lượng chiếm đóng Tây Java, và đã hiện diện trong trận chiến eo biển Sunda vào ngày 1 tháng 3, trợ giúp vào việc đánh chìm tàu tuần dương Australia HMAS Perth và tàu tuần dương Hoa Kỳ USS Houston.
Vào ngày 10 tháng 3, Shirakumo được phân về Hải đội Khu trục 20 của Đội khu trục 3 thuộc Hạm đội 1, và sau đó đã tham gia vào lực lượng chiếm đóng phía Bắc Sumatra vào ngày 12 tháng 3 và chiếm đóng quần đảo Andaman vào ngày 23 tháng 3. Trong cuộc không kích Ấn Độ Dương, cùng với các tàu tuần dương Kumano và Suzuya, Shirakumo được ghi công đánh chìm năm tàu buôn. Từ ngày 13 đến ngày 22 tháng 4, Shirakumo đi ngang qua Singapore và vịnh Cam Ranh quay trở về Xưởng hải quân Kure để bảo trì.
Trong thời gian diễn ra trận Midway, Shirakumo nằm trong thành phần của lực lượng chiếm đóng quần đảo Aleut. Đến tháng 7 năm 1942, Shirakumo lên đường từ Amami-Oshima đến quân khu bảo vệ Mako, Singapore, Sabang và Mergui nhằm chuẩn bị cho một cuộc không kích Ấn Độ Dương thứ hai. Kế hoạch này bị hủy bỏ do việc lực lượng Đồng Minh đổ bộ lên Guadalcanal, và Shirakumo được gửi đến Truk. Từ tháng 8 trở đi, Shirakumo được sử dụng cho các nhiệm vụ "Tốc hành Tokyo", những chuyến đi vận chuyển tốc độ cao, trong khu vực quần đảo Solomon. Vào ngày 28 tháng 8, sau khi một nhiệm vụ vận chuyển binh lính đến Guadalcanal bị hủy bỏ, Shirakumo bị hư hại nặng ởi một cuộc không kích của máy bay ném bom bổ nhào Mỹ, khi một quả bom ném trúng phòng động cơ đã khiến nó chết đứng giữa biển, cho dù chỉ có hai thủy thủ bị thương. Nó được tàu khu trục Amagiri, rồi tiếp đó là tàu rải mìn Tsugaru kéo về đảo Shortland, và từ đây được tàu chở dầu Koa Maru kéo về Truk để được sửa chữa khẩn cấp, để nó có thể quay về Kure bằng chính động lực của mình vào ngày 8 tháng 10.
Khi công việc sửa chữa hoàn tất vào ngày 1 tháng 4 năm 1943, Shirakumo được điều về Hải đội Khu trục 9 của Đội khu trục 1 thuộc Hạm đội 5 Hải quân Đế quốc Nhật Bản, và được phân công tuần tra và hộ tống tại vùng biển ngoài khơi Hokkaidō và quần đảo Kurile. Vào ngày 6 tháng 6 năm 1943, nó va chạm với tàu khu trục Numakaze trong sương mù dày đặc ngoài khơi Paramushiro, và bị buộc phải quay về Hakodate để sửa chữa. Công việc này chỉ hoàn tất vào cuối tháng 9, khi nó tiếp tục các cuộc tuần tra và hộ tống tại vùng biển phía Bắc.
Ngày 16 tháng 3 năm 1944, sau khi rời Kushiro, Hokkaido cùng một đoàn tàu vận tải chuyển binh lính hướng đến đảo Uruppu, Shirakumo trúng phải ngư lôi phóng từ tàu ngầm Mỹ USS Tautog ở cách 315 km (170 hải lý) về phía Đông Muroran, tọa độ 42°25′B 144°55′Đ / 42,417°B 144,917°Đ. Shirakumo chìm hầu như ngay lập tức và không có người nào sống sót.
Vào ngày 31 tháng 3 năm 1944, Shirakumo được rút khỏi danh sách Đăng bạ Hải quân.

## Danh sách thuyền trưởng
- Trung tá Genji Wakagi (sĩ quan trang bị trưởng): 15 tháng 12 năm 1927 - 28 tháng 7 năm 1928
- Trung tá Genji Wakagi: 28 tháng 7 năm 1928 - 30 tháng 11 năm 1929
- Trung tá Tetsuri Kobayashi: 30 tháng 11 năm 1929 - 15 tháng 11 năm 1930
- Trung tá Shoji Nishimura: 15 tháng 11 năm 1930 - 1 tháng 12 năm 1931
- Thiếu tá Kazuo Sakai: 1 tháng 12 năm 1931 - 15 tháng 11 năm 1933
- Thiếu tá Keizaburo Okano: 15 tháng 11 năm 1933 - 15 tháng 11 năm 1934
- Trung tá Masami Ban: 15 tháng 11 năm 1934 - 21 tháng 11 năm 1935
- Thiếu tá Yasutake Shiro: 21 tháng 11 năm 1935 - 1 tháng 12 năm 1936
- Thiếu tá Wakihito Yamakuma: 1 tháng 12 năm 1936 - 18 tháng 8 năm 1937
- Thiếu tá Iwata Yamamoto: 18 tháng 8 năm 1937 - 20 tháng 10 năm 1937
- Thiếu tá Nobuki Ogawa: 20 tháng 10 năm 1937 - 20 tháng 11 năm 1939; thăng Trung tá 1 tháng 12 năm 1937
- Trung tá Shinichirou Maekawa: 20 tháng 11 năm 1939 - 15 tháng 10 năm 1940
- Trung tá Toyoji Hitomi: 15 tháng 10 năm 1940 - 18 tháng 8 năm 1942
- Thiếu tá Shigekichi Sato: 18 tháng 8 năm 1942 - 15 tháng 11 năm 1942; thăng Trung tá 1 tháng 11 năm 1942
- Thiếu tá Toshio Hirayama: 15 tháng 11 năm 1942 - 22 tháng 1 năm 1944
- Thiếu tá Masao Hashimoto: 22 tháng 1 năm 1944 - 16 tháng 3 năm 1944; tử trận, được truy thăng Trung tá